# Scaled Composites Stratolaunch
Scaled Composites Stratolaunch (Model 351) – amerykański prototypowy samolot transportowy, służący do wynoszenia na dużą wysokość rakiet. Obecnie jest to samolot o największej rozpiętości skrzydeł spośród wszystkich wybudowanych dotychczas typów maszyn.

## Historia
W założeniu konstruktorów, samolot miał wynosić na pułap rzędu 11 000 metrów niewielkie rakiety, przenoszące na swoich pokładach satelity. Po osiągnięciu zakładanej wysokości, następować miało uwolnienie rakiety i jej samodzielny lot na niską orbitę okołoziemską. Rozwiązanie takie przetestowano na samolocie Boeing B-52 Stratofortress i Lockheed L-1011 Stargazer, które posłużyły do wynoszenia rakiet Pegasus. Technologia ta uniezależnia proces wynoszenia przez rakiety nośne na orbitę okołoziemską satelitów od kosmodromów, a użycie niewielkich, a przez to o wiele tańszych w budowie i eksploatacji rakiet nośnych, umożliwia szybsze przywrócenie gotowości startowej w celu wykonania kolejnej misji. 
Prace nad stworzeniem specjalnej maszyny, przeznaczonej tylko do tego typu zadań, rozpoczęły się na początku 2011 roku. Budowę samolotu prowadzono w należącym do Scaled Composites (będącego obecnie częścią Northrop Grumman Corporation), specjalnie do tego celu postawionym hangarze w Mojave w Kalifornii. Za całość przedsięwzięcia odpowiada założona przez Paula Allena firma Stratolaunch Systems. W celu obniżenia kosztów budowy, w samolocie zastosowano wiele systemów pochodzących z pasażerskich Boeing 747-400. Do Mojave sprowadzono dwa wycofane z eksploatacji w United Airlines samoloty 747-400. To z nich pochodziły zainstalowane w Modelu 351 silniki, jak również wiele innych elementów, podwozie, awionika, wyposażenie kabiny załogi. Zaprojektowano samolot wykorzystując wcześniejsze doświadczenia zdobyte przy projekcie WhiteKnightTwo. Model 351 jest dwukadłubowym samolotem, którego kadłuby połączone są ze sobą długim centropłatem. Każdy z kadłubów zakończony jest niezależną sekcją ogonową z klasycznym usterzeniem. Na zewnętrznej części kadłuba, pod skrzydłami zawieszono na pylonach sześć silników, po trzy z każdej strony. Załoga samolotu pracuje w prawym kadłubie. Docelowo Stratolaunch miał być zdolny do jednoczesnego wyniesienia trzech rakiet typu Pegasus XL. Dalsze plany zakładały możliwość wyniesienia rakiety określanych mianem Medium Launch Vehicle (MLV), zdolnej do przeniesienia ładunku o masie rzędu 3400 kg oraz, w ramach prac koncepcyjnych, rakiety określanej mianem Medium Launch Vehicle – Heavy, na której pokładzie znajdzie się miejsce na ładunek o masie 6000 kg. W dalszej perspektywie plany zakładały powstanie samolotu kosmicznego, zdolnego do wykonywania wielokrotnych lotów w kosmos, potencjalnie, z możliwością zabierania ładunków na orbitę jak również ściągania ich na Ziemię. Uproszczony profil misji, zakłada wzniesienie się samolotu na wysokość rzędu 9200–10 700 metrów, z pułapu to którego nastąpi start rakiety z ładunkiem. 
31 maja 2017 roku Stratolaunch po raz pierwszy opuścił swój hangar i został zademonstrowany publicznie. Pierwsze próbne odpalenie rakiet planowane było na 2019 rok. W grudniu 2017 roku rozpoczęto testy kołowania maszyny po lotnisku Mojave Air and Space Port, podczas których samolot osiągnął prędkość 46 km/h. Testy miały na celu sprawdzenie możliwości sterowania samolotem podczas jazdy po płycie lotniska, hamowania i zatrzymywania maszyny. W trakcie dalszych testów kołowania maszyny, osiągnęła ona maksymalną prędkość 74 km/h.
13 kwietnia 2019 roku samolot został oblatany. Za sterami maszyny usiedli pilot doświadczalny Scaled Composites Evan Thomas i drugi pilot Chris Guarente. W trakcie 2,5 godzinnego lotu, maszyna wzniosła się na 5200 metrów, uzyskując maksymalną prędkość 300 km/h. W trakcie lotu załoga sprawdziła osiągi i właściwości pilotażowe maszyny. 
31 maja 2019 roku, agencja informacyjna Reutersa poinformowała o możliwości zakończenia działalności Stratolaunch Systems. Według niej, spółka zarządzająca aktywami Stratolaunch Systems, Vulcan Inc., szuka możliwości sprzedaży owych aktywów i należących do Stratolaunch Systems praw intelektualnych. Z drugiej jednak strony, doniesień tych nie potwierdza sama Stratolaunch Systems jak również amerykańska strona zajmująca się między innymi dostarczaniem informacji z dziedziny technologii – CNet, informuje o kontynuowaniu przedsięwzięcia. Z drugiej jednak strony, dalsze loty samolotu, zostały zawieszone na prawie dwa lata. Ostatecznie nabywcą aktywów stał się fundusz inwestycyjny Cerberus Capital Management.
29 kwietnia 2021 roku, maszyna, która otrzymała nieoficjalny przydomek „Roc”, wykonała swój drugi lot. W trakcie trwającego trzy godziny i czternaście minut lotu, wzniosła się na wysokość 4267 metrów, osiągając maksymalna prędkość 329 km/h.
Wraz ze zmianą właściciela, modyfikacji uległy również plany dotyczące przeznaczenia samolotu. Obecnie firma skupia się na oferowaniu usług w lotach testowych z dużą prędkością. W ramach nowych priorytetów, prowadzone są prace nad prototypem hipersonicznego i bezzałogowego pojazdu latającego. Zdolnego do osiągania prędkości rzędu 5 Ma, Talon-A. Pojazd jest rozwinięciem koncepcji testowego aparatu Hyper-A z 2018 roku. Dalsze plany zakładają budowę większej wersji oznaczonej jako Talon-Z. Ma być on zdolny do lotu z prędkością rzędu 10 Ma i wynoszenia na orbitę ładunków i ludzi.